# 李新回忆录
书名为《流逝的岁月——李新回忆录》，中國歷史學者李新著，陈铁健整理。自述数十年亲历之事，是血写文字，而绝不失史家笔触。作者生前曾任中国现代史学会理事长，才华弘富，识见高远，交游广阔，著作等身。在这部回忆录中留下很多史实记录，也留下很多过来人的思考。发表之后引起了广泛的注意和评论。

## 内容

### 序言前言
- 序一 题为《怀念我遇到的第一位共产党员李新同志》，作者王蒙。“……
此次有机会读到他的自传的一部分，真是令人感慨。他在书的开始所讲的关于写真话的想法，关于拍马式的史料的抨击，还有他的诗，也令人感到他的一身正气，甚至是迂直的书生气。虽然我作为后辈不该这样放肆地说话。”[註 1]:002页
- 序二 题为《岁月的份量》，作者李锐。“……
现在，手里捧着这本沉甸甸的《流逝的岁月》，在李新叔叔的回忆中，忽然回想起父亲曾经的酒后闲谈，忽然清晰地看到那么多曾经不被我们理解，也不被我们确切了解的人和事，渐渐无痕的岁月忽然间波澜骤起，久久难平。”[註 1]:003-004页
- 前言 原为中共党史出版社1995年12月出版《回望流年：李新忆救亡与抗战》的“前言”，作者自著。谈及发表回忆录有所顾虑：“只是因为其中说到的人和事，距今太近，有的还活着，即使本人不在了，他的亲属还多嘛，何必要引起他们的不安呢？而且，有的领导人从政治上考虑，出版社从风险上考虑，都不愿出版这样的回忆录。因此，我一定要写的这些回忆录，暂时只能送存党史机关，束之高阁。……留待将来发表。”[註 1]:005-008页
- 续前言 原为北京图书馆出版社1998年9月出版《回望流年：李新回忆录续篇》的“前言”，作者自著。表示对于曾有过的顾虑有了新的想法：“原前言说有些事和人现在不宜说或不宜直说、多说，甚至要等到死后才发表。但现在一想，那样不对。必须当这些人还活着的时候，我就应直接真姓真名地说到他，他如果认为不合事实，就可以起来辩正；如果等他死后我才写到他，那么，别人会认为我是捏造，尤是他的亲属会说我写的不合事实，则别人会相信其亲属而不相信我写的。……书印在纸上，白纸黑字，当今和后世的读者总可以从中求得比较接近于真实的东西。任何欺骗，只能一时起作用，对少数人起作用；绝不可能永久对多数人起作用。”[註 1]:010页

### 章节目次
- 故乡·童年（1918-1930·四川荣昌）共有七节，各节标题为《李家沟》、《太星寺》、《安富镇（烧酒坊）》、《大观小学》、《荣隆场·蒋姑爷》、《全县会考和考棠香中学》、《相亲》。
- “九一八”之忆（1931·四川荣昌） 共有四节，各节标题为《邱老师的运动经》、《“不抵抗将军”》、《到城内去游行！》、《演戏募捐》。
- “一·二八”之忆（1932·四川荣昌） 共有五节，各节标题为《古桥送别大哥》、《“一·二八”抗战》、《大哥之死》、《〈回春之曲〉》、《感怀》。
- 风雨巴山（1934-1936·四川重庆）共有十节，各节标题为《布衣协会》、《众志学会》、《雨后凭栏》、《重庆学生哪里去了？》、《学生救国联合会》、《学联活动的展开》、《绝不交印》、《被川师开除》、《教我如何不想她》、《别了，重庆》。
- 反“扫荡”的回忆（1942·晋察冀） 共有四节，各节标题为《二月“扫荡”》、《五月大“扫荡”》、《左权将军之死》、《“扫荡”之后》。
- 中共北方局整风记（1941-1943·晋察冀） 共有两节，各节标题为《彭德怀走了》、《邓小平来了》。
- 难忘的1945年（1945·河南濮阳、杞县） 共有十节，各节标题为《太岳区所闻》、《赶回北方局》、《直下中原》、《在濮阳的争论》、《难忘的奇遇》、《赶赴豫东》、《在杞县工作》、《大李庄坐村》、《抗战胜利》、《重返太行》。
- 在永年做县委书记（1946-1948·河北永年） 共有十一节，各节标题为《怎样看暴行》、《试胆量》、《施庄坐村》、《参军与战勤》、《全国土地会议》、《冶陶会议》、《解放永年》、《开门整党》、《生产推进社》、《与任弼时的三日长谈》、《告别永年，重访永年》。
- 中国人民大学“三反”记（1952·北京） 共有七节，各节标题为《范长江到人民大学》、《党组紧急会议》、《劝阻学生请愿游行》、《“三反”和“反三”》、《各单位作检查》、《反贪污、打老虎》、《胡锡奎和成仿吾间的矛盾》。
- 反右亲历记(1957·北京） 共有三节，各节标题为《吴老（玉章）救了我》、《引蛇出洞》、《林希翎与葛佩琦》。
- 八角亭编书记（1956-1962·北京） 共有九节，各节标题为《近代史时期的划分》、《进驻八角亭》、《历史研究碰上“大跃进”》、《贴满大字报的讨论会》、《反“右倾”大关》、《编书组最满意的一年》、《1961：大功告成》、《陪绑的毒草》、《蓬蒿满目八角亭》。
- “四清”记（1965·甘肃张掖） 共有十二节，各节标题为《刘少奇讲话》、《去甘肃张掖》、《“四清纪律”》、《在老乡家》、《三餐都是稀饭》、《只动口，不准动手》、《短暂的欢愉》、《高台考察》、《过一个“四清年”》、《边塞好风景》、《〈二十三条〉》、《将在外，君命有所不受》。

### 附录后记
- 附录一 包括五篇文章：

1. 《八十感赋》
2. 《廿载重逢》
3. 《我的好友王方名》
4. 《雨歇凭栏——怀念李成之》
5. 《挽邹鲁风之死》

- 附录二 《李新生平简介》
- 附录三 《赤条条来，复赤条条去》，作者陈铁健。
- 编后记 作者陈铁健是李新指导的研究生。文中介绍了本书初版的曲折过程。文末写道：“先生的这本回忆录，是革命者的反思，是历史家的批判，是学问家的质疑，是文化人的启蒙，它是任何‘经济效益’所不能替代的。”[註 1]:457页
- 再版后记 作者李大兴是李新四子。

 文中介绍了本书再版的背景过程。特别说明：因猝然中风后卧病不起，其父回忆录只写到1965年便戛然而止，未及覆盖其后半生:460页。